# Semiothisa rectistriaria
Semiothisa rectistriaria là một loài bướm đêm trong họ Geometridae.